# Устанак Асена и Петра
Устанак Асена и Петра против византијске власти вођен је у периоду од 1185. до 1204. године. Резултирао је формирањем Другог бугарског царства. 

## Историја
Године 1185. су браћа Јован Асен и Теодор од византијског цара Исака II Анђела затражили пронију. Исак их је одбио. Јован је покушао да протестује, али је од цара добио шамар. Браћа се враћају у Бугарску и користе незадовољство народа због високих пореза које је Исак убирао ради борбе против Вилијама II Сицилијанског, да подигну устанак против византијске власти (1185).
Иако је и Јован Асен играо битну улогу у устанку, Теодор је проглашен царем под новим именом - Петар IV Бугарски. Престоница царства постало је Велико Трново. До краја следеће, 1186. године, Бугари су освојили велики део Мезије и Тракије. У лето 1186. Исак покреће казнену експедицију против Бугара. Петар је пристао на вазалство. Јован Асен бежи преко Дунава и склапа савез са Куманима. Потом упада у Тракију и ратује против Византинаца. Године 1187. Исак покреће нови поход на Бугарску и опседа Ловеч. Заробио је жену Јована Асена, Јелену. Она је размењена за Јовановог млађег брата Калојана. Калојан је постао византијски талац. Међутим, ни једна страна није била спремна на преговоре.
Нове сукобе спречило је покретање Трећег крсташког рата. Немачки цар Фридрих Барбароса при проласку преко Балкана улази у сукоб са Исаком Анђеом. Петар и Јован понудили су се за борбу против византијског цара. Јован је исте године крунисан за савладара Петра. Задужен је за одбрану Трнова на кога је Исак покренуо своју војску. Исаку је протурио вест да се Кумани приближавају. Исак се повлачи у Цариград.
Бугари освајају Софију и Ниш 1191. године, а Београд 1195. године. Током повратка у Бугарску, Јован је убијен од стране једног од својих команданата, Иванка.
Четврти крсташки рат и први пад Цариграда омогућили су Бугарима да обнове Бугарско царство. 